# 奥托四世 (巴伐利亞)
奧托四世（德語：OTTO von Niederbayern；1307年1月3日—1334年12月14日），維特爾斯巴赫家族成員，下巴伐利亞公爵（1310年—1334年在位）。下巴伐利亞公爵斯特凡一世與所生的第三子，下巴伐利亞公爵亨利十四世的弟弟。

## 生平
奧托四世出生於蘭茨胡特。父親斯特凡一世於1310年去世後，奧托四世與兄長亨利十四世一起成為下巴伐利亞公爵，受上巴伐利亞公爵（其後的神聖羅馬帝國皇帝）路易四世監護。
1322年，奧托四世與他的兄長亨利十四世和堂弟亨利十五世發生衝突，並於1331年將下巴伐利亞分割統治，奧托四世獲得名為巴伐利亞-布格豪森公國，除布格豪森外，還包括舊厄廷、特勞恩施泰因、霍爾和薩爾茨堡地區。1333年，奧托四世繼承其堂弟亨利十五世的領地，奧托四世因為與兄長交惡，便讓堂兄路易四世成為他的繼承人，當他於1334年在慕尼克逝世時，兄長亨利十四世沒有的得到路易四世的准許下沒收巴伐利亞-布格豪森公國。可是當亨利十四世和其兒子約翰一世分別於1339年及1340年逝世後，路易四世將整個下巴伐利亞公國繼承。

## 家庭
奧托四世於1330年8月12日與於利希伯爵格哈德五世的女兒於利希的理查迪斯結婚。他們只有一名孩子：
1. 阿爾布雷希特（1332年出生[1]），比父親更早逝世。